# Lista di armi bianche
Questa pagina include una lista di nomi di armi bianche e armi improprie, divise per tipi, di tutte le nazionalità ed epoche.

## Armi da taglio (lame)
- Afena
- Ayda Katti
- Aikuchi
- Alabarda
- Aligua
- Ascia
- Ascia D'arme
- Ascia Igorot
- Ascia Lochaber
- Badik
- Berdica
- Balato
- Barong
- Bhuj (arma)
- Blakas
- Coltello
- Bowie
- Coltello a farfalla
- Corsesca
- Brandistocco
- Briquet
- Choora
- Cinquedea
- Claymore
- Coupe-Choux
- Cutlass
- DaChain
- Dau
- Daga
- Dha
- Falcione
- Fascio Littorio
- Firangi
- Flamberga
- Flyssa
- Francisca
- Gari
- Gladio
- Golok
- Hamidashi
- Haushewer

- Jambiya
- Jimpul
- Kabeala
- Kama
- Kampilan
- Karambit
- Kaskara
- Kastane
- Katana
- Katar
- Katzbalger
- Ken
- Khanda
- Khanjar
- Khanjarli
- Khopesh
- Kilij
- Khanjali
- Klewang
- Kora
- Kriss o Kris
- Kukri o Khukuri
- Kusarigama
- Langgai Tinggang
- Machete
- Mandau o Parang Ihlang
- Maratha (arma) o Becco di corvo
- Misericordia
- Naginata
- Niabor
- Nodachi
- Noklang
- Palitai
- Paloscio
- Pandat
- Pappenheimer
- Parang Pandit
- Pata
- Pesh-Kabz
- Pichangatti
- Pugnale
- Pugio

- Quaddara
- Ram Dao
- Rencong
- Saif
- Schiavona
- Sciabola
- Scimitarra
- Sewar
- Shamshir
- Shashqa o Shashqua
- Shotel
- Shoka (arma)
- Shobo
- Si Euli
- Sikin panjang
- Sosun Pattah
- Spada
- Spada farfalla
- Spadino
- Striscia (arma)
- Surik
- Tabar
- Tachi
- Talibon (arma)
- Takuba
- Talwar o Tulwar
- Tantō
- Toki (arma)
- Tomahawk
- Tungi
- Ulfberth
- Wakizashi
- Wedung
- Yatagan
- Zafartakieh
- Zaghnal
- Zanbato
- Zweihänder

## Armi contundenti o da botta
- Azza
- Bagh Nakh
- Bō
- Clava
- Chigiriki
- Cumberjung
- Dardo meteora
- Frusta a nove sezioni
- Furibu
- Hachiwara
- Hakapik
- Hora (arma)
- Jitte
- Jiu jie bian
- Knobkerrie
- Kusarigama
- Lahti
- Macana
- Manganello
- Martello d'armi
- Martello da guerra
- Mazza ferrata
- Mazza d'arme

- Mazza da baseball
- Mazzafrusto
- Mere (arma)
- Nunchaku
- Osso di montone
- Otta
- Patu (arma)
- Patu Pounamu
- Sfollagente
- Sasumata
- Sanjiegun
- Shillelagh
- Sodegarami o Aggroviglia Maniche
- Stella del mattino
- Tirapugni
- Tessen
- Tetsubo
- Tonfa
- Tsukubo
- Wahaika

## Armi da punta e inastate
- Ahlspiess
- Alabarda
- Alighiero
- Ascia danese
- Ascia Lochaber
- Baionetta
- Baselardo
- Bastone animato
- Berdica
- Bich' Wa
- Bisento
- Brandistocco
- Buttafuori
- Chauve Souris
- Corna di Fachiro
- Corsesca
- Daga a rondelle
- Dirk
- Dory
- Falce da guerra
- Falcione
- Forca da guerra
- Fusetto
- Gē
- Giavellotto
- Guan dao
- Hasta
- Ji
- Kard
- Koummya
- Kogai o Kozuka o Kogatana
- Kwaiken
- Lancia
- Lancia da Giostra
- Langdebeve
- Lanzalonga
- Lingua di bue

- Madu
- Magari Yari
- Main Gauche
- Maru
- Mazzapicchio
- Nagamaki
- Naginata
- Partigiana
- Patisthanaya
- Pesh Kabz
- Picca
- Piede di corvo
- Piha-Kaetta
- Pudao
- Pugnale a Rognoni
- Pugnale Holbein
- Rawcon
- Romfaia
- Roncone
- Runka
- Sai
- Santie
- Sarissa
- Scramasax
- Sfondagiaco dalle Orecchie
- Skean Dhu
- Spetum
- Spiedo da guerra
- Spuntone
- Stiletto
- Stocco
- Telek
- Tridente
- Voulge
- Wol-do
- Yari
- Yuèyáchǎn
- Zagaglia o Assegai
- Zhua

## Armi da lancio
- Arco
- Arbalesta
- Balestra
- Bolas
- Boomerang
- Catapulta
- Carroballista
- Cerbottana
- Chakram
- Fionda
- Francisca (arma)
- Frombola
- Jarid
- Pilum
- Shuriken
- Uchi-Ne
- Woomera (arma)